# Frederick James Alexander Murray
Frederick James Alexander Murray (Waterloo, 5 september 1907 – 6 mei 1954) was een Surinaams politicus van de NPS. 

## Biografie
Hij werd geboren in Nickerie en was op 17-jarige leeftijd hulponderwijzer. Later behaalde hij zijn onderwijsakte waarna hij verder studeerde in Europa. Terug in Suriname was hij werkzaam in het onderwijs. Bij de verkiezingen van 1951 werd hij in het district Marowijne verkozen tot lid van de Staten van Suriname. Murray overleed in 1954 op 46-jarige leeftijd.